# Yoshinkan-Aikidō
Yoshinkan-Aikidō (jap. 養神館, Yōshinkan; „Haus zur Kultivierung des Geistes“) ist ein Aikidō-Stil, der von Shioda Gōzō (1915–1994) in den Jahren nach dem Zweiten Weltkrieg begründet wurde.
Shioda war ein früher Schüler von Ueshiba Morihei und das Yoshinkan-Aikidō hat viele Elemente aus dem Aikidō Ueshibas der 1930er-Jahre beibehalten. Es ist dem klassischen Aikijutsu näher verwandt als die moderneren, sanfteren Aikidō-Stile (wie z. B. Aikikai, Tendo-Ryū etc.) und hat schärfere, eckigere Bewegungen. Es wird deshalb oft als ein „härterer“ Aikidō-Stil angesehen – wobei die Berechtigung solcher Einstufungen angezweifelt werden kann.
Der wesentliche Unterschied liegt jedoch in der Lehrmethode, die ihrerseits in der Persönlichkeit der Gründer wurzelt: Ueshiba entwickelte sein Aikidō auf spontane, intuitiv-kreative Weise und erwartete von seinen Schülern, dass sie die Techniken bei ihm abschauten; Shioda dagegen war ein Systematiker, der das Yoshinkan-Aikidō zugleich als Unterrichtsmethode konzipierte. Es eignet sich daher besonders zum Unterricht in größeren Klassen und wird in Japan verbreitet als Selbstverteidigungskunst für Polizeikräfte gelehrt.
Beim Yoshinkan-Aikidō liegt für den Anfänger die Betonung vor allem auf der korrekten Form und weniger auf Bewegungsfluss und Timing, welche sich erst im Fortgang der Ausbildung einstellen.
Ähnlich wie bei klassischem Budō lernt der Anfänger zunächst eine Serie von Grundtechniken (Kihon), die als Einzelübung (Kata) geübt werden können und die ihm die allgemeinen Prinzipien und Bewegungsmuster vermitteln. Aus den Kihon werden dann die spezifischen Techniken abgeleitet.
Für die Grundstellung des Yoshinkan-Aikidō ist charakteristisch, dass die Hüften nicht in Hanmi – also entsprechend der Fußstellung leicht seitlich gedreht –, sondern frontal auf den Angreifer (Uke) ausgerichtet sind; das Gewicht soll zu 60 % auf dem Vorderbein ruhen; das hintere Bein ist gestreckt, mit stark abgewinkeltem Fuß.
Kennzeichnend für das Yoshinkan ist auch, dass jede Bewegungsvariante eine eigene Bezeichnung hat; die Bezeichnungen der Techniken unterscheiden sich oft deutlich von den im Aikikai üblichen und sind teilweise noch dem Aikijutsu entnommen (z. B. Dai-Ikkajo für das üblichere Ikkyo).
Das Yoshinkan-Honbu-Dōjō liegt in Tokio im Bezirk Shinjuku.